# 아일랜즈 오브 어드벤처

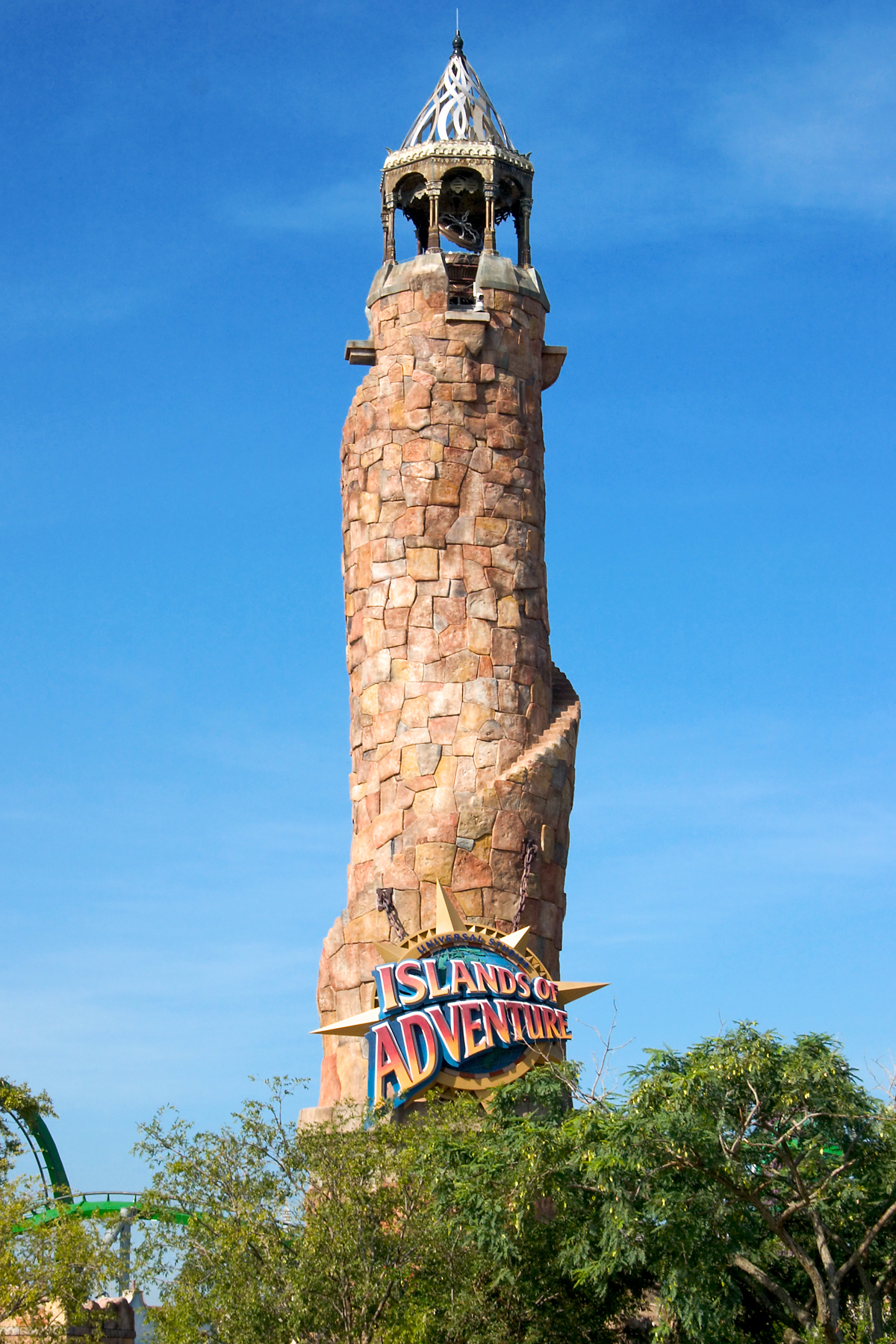

아일랜즈 오브 어드벤처(Universal's Islands of Adventure)는 미국 플로리다주 올랜도에 있는 테마파크이다. 유니버설 올랜도 리조트 내에 있으며, NBC 유니버설이 운영하고 있다.